# Иждилени (Галац)
Иждилени (рум. Ijdileni) насеље је у Румунији у округу Галац у општини Фрумушица. Oпштина се налази на надморској висини од 12 m.

## Становништво
Према подацима из 2002. године у насељу је живело 1173 становника, од којих су сви румунске националности.